# Benito Lorenzi
Benito "Veleno" Lorenzi (20 de desembre de 1925 - 3 de març de 2007) fou un futbolista italià de la dècada de 1940.
Fou 14 cops internacional amb la selecció italiana amb la qual participà en la Copa del Món de futbol de 1950 i 1954.
Pel que fa a clubs, defensà els colors d'Inter de Milà, Alessandria, Empoli FC, Brescia Calcio i Varese.

## Palmarès
Inter
- Serie A: 1952-53, 1953-54